# Medama phaea
Medama phaea är en fjärilsart som beskrevs av George Francis Hampson 1900. Medama phaea ingår i släktet Medama och familjen tofsspinnare. Inga underarter finns listade i Catalogue of Life.